# 布鲁尼艾什
布鲁尼艾什是葡萄牙布拉加区的一个堂区。总面积3.44平方公里，总人口332人，人口密度96.5人/平方公里。